# Центральне Конго
Центральне Конго (кон. Kôngo ya Kati; фр. Kongo central; колишній Нижній Заїр (фр. Bas-Zaïre) і Нижнє Конго (фр. Bas-Congo)) — провінція Демократичної республіки Конго, розташована на заході країни. Адміністративним центром провінції є місто Матаді.
Це єдина провінція, що має вихід до океану (Атлантичний океан). Провінція межує з Кіншасою на північному сході, Кванго на сході, Республікою Ангола на півдні, ангольським ексклавом Кабінда і Республікою Конго на півночі. Провінція Центральне Конго була утворена в 2009 році з провінції Нижнє Конго в колишніх межах, відповідно до нової конституції країни від 2005 року.

## Міста і території
- Міста
  - Бома
  - Матаді

- Території
- Район Бас-Фльов (Bas-fleuve)
  - Лукула
  - Секе-Банзая
  - Чела
- Район Катарактес (Cataractes)
  - Луозі
  - Мбанза-Нгунгу
  - Сонгололо
- Район Лукая (Lukaya)
  - Касангулу
  - Кімвула
  - Мадімба